# آبشار کربتری (کارولینای شمالی)
آبشار کرابتری (کارولینای شمالی) (به انگلیسی: Crabtree Falls) آبشاری است که در کارولینای شمالی، ایالات متحده آمریکا واقع شده و ارتفاع کلی ریزشگاه آن ۷۰ فوت (۲۱ متر) است.

## نگارخانه

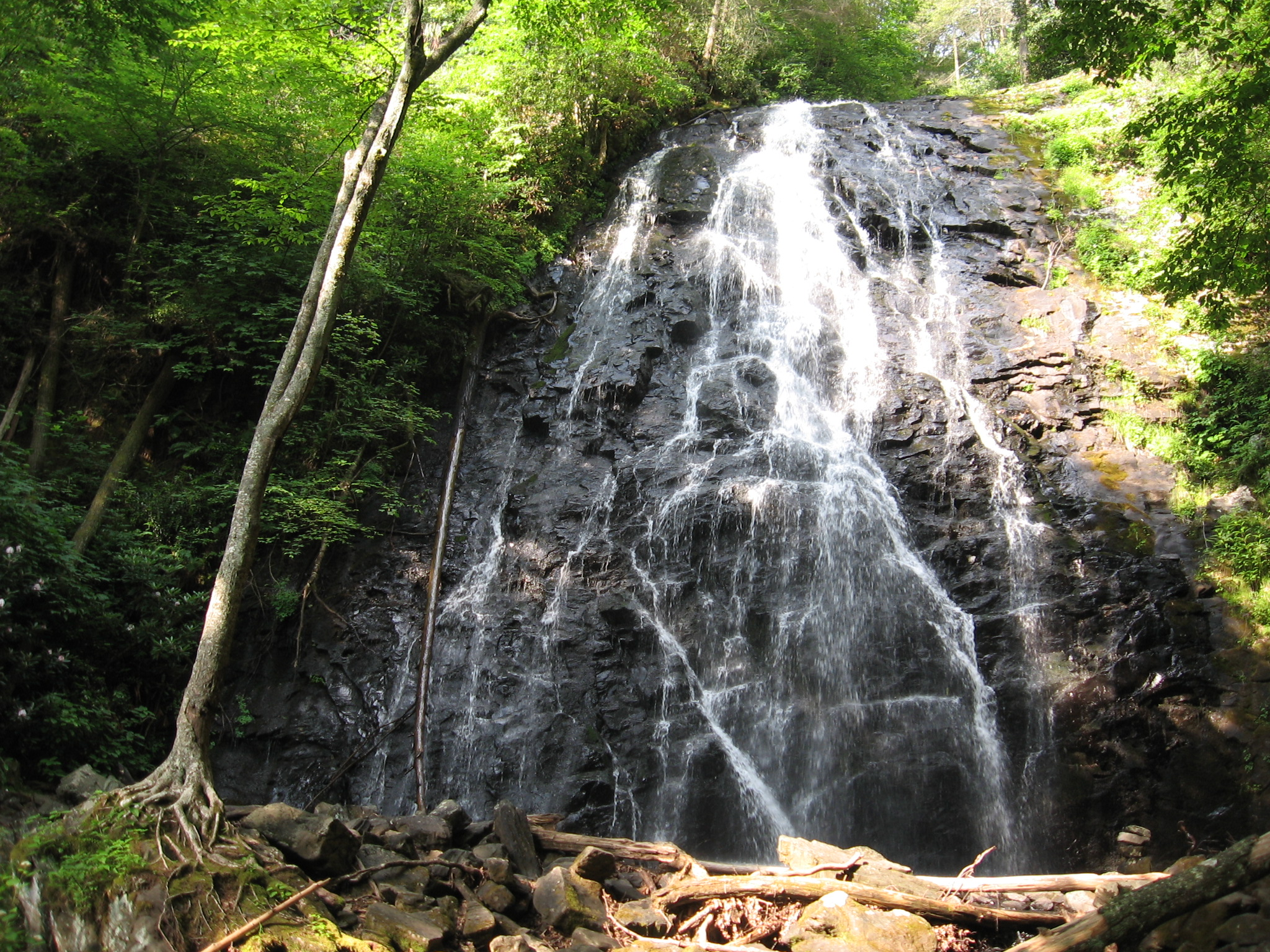
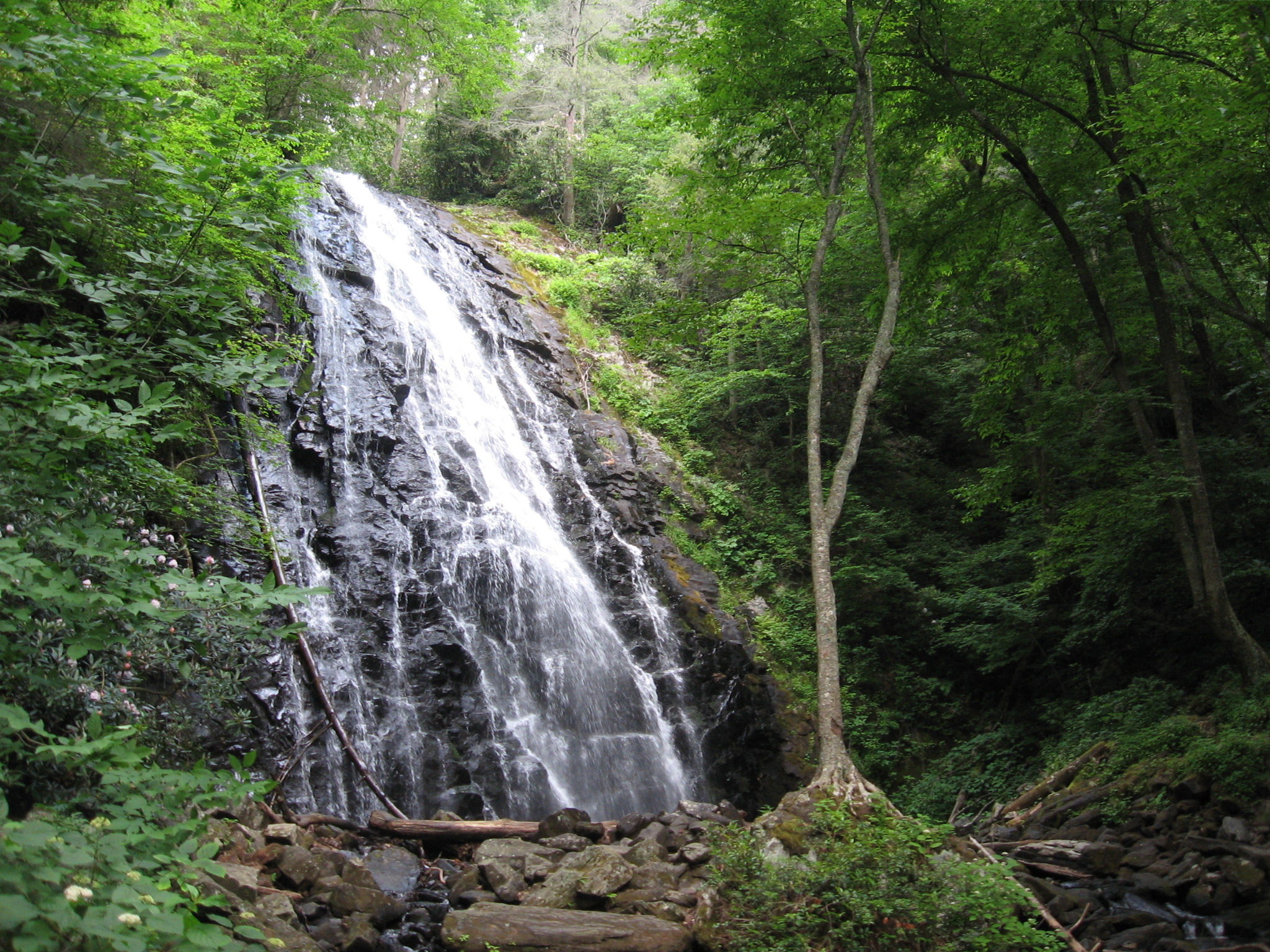
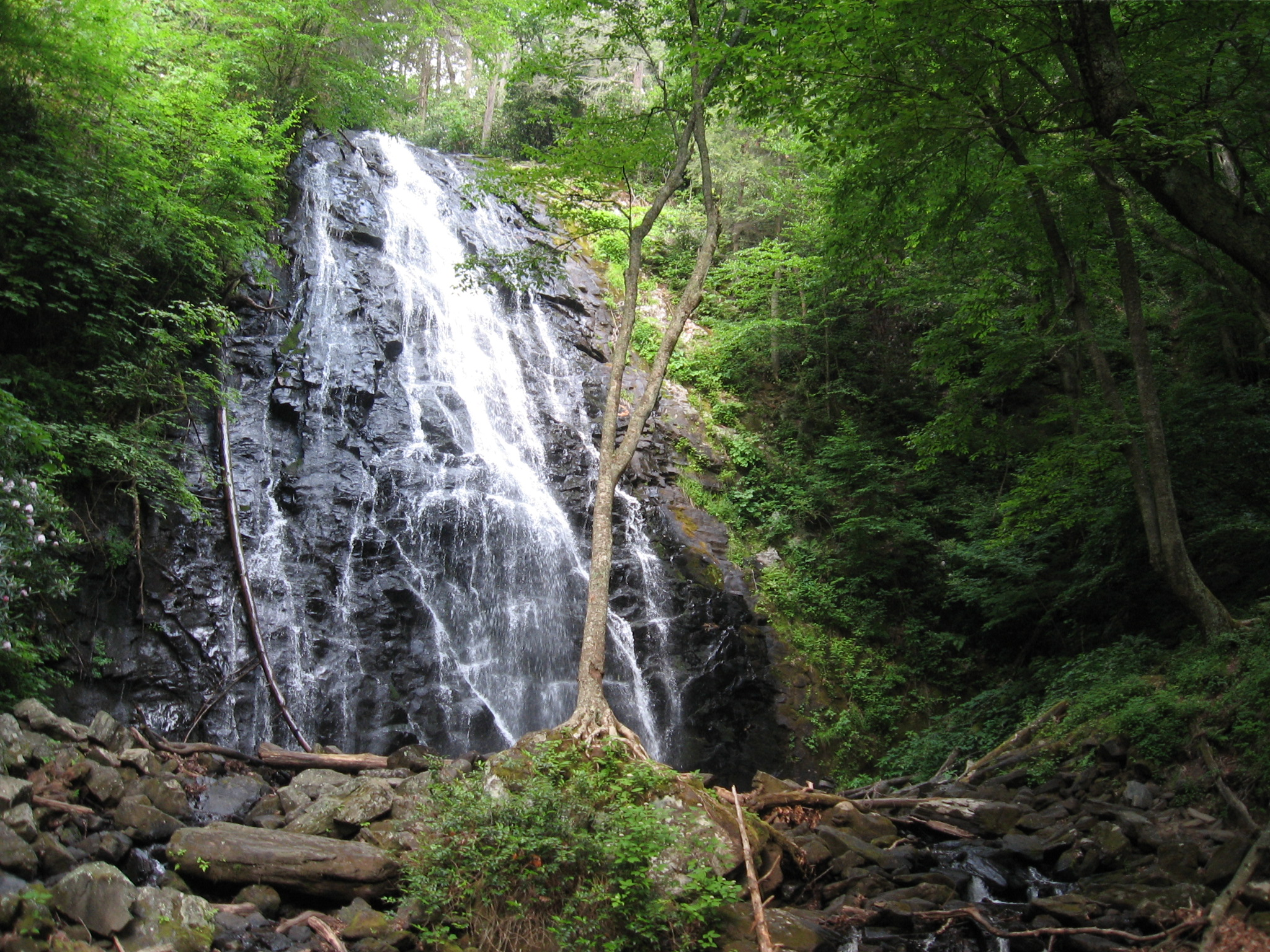
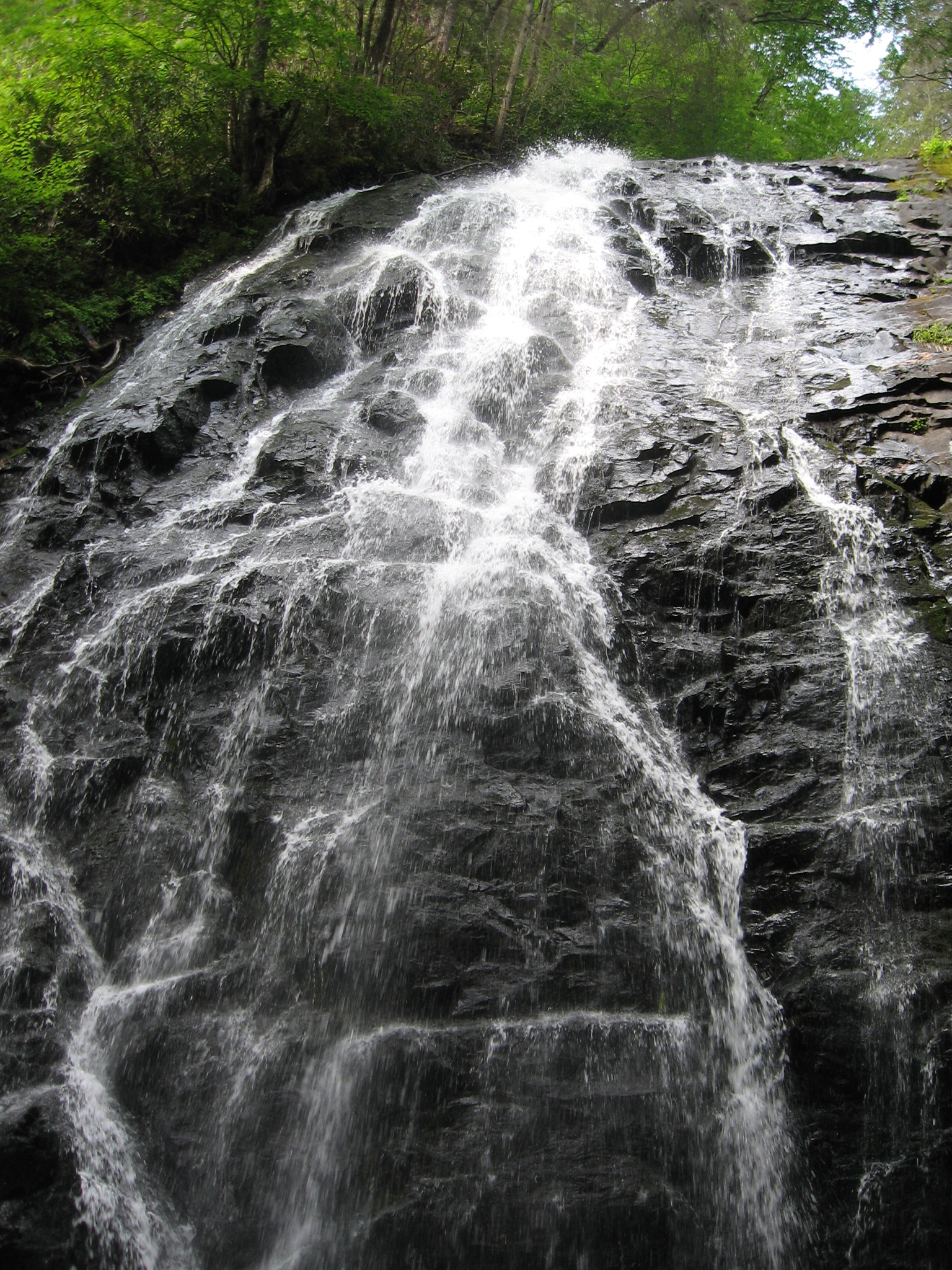
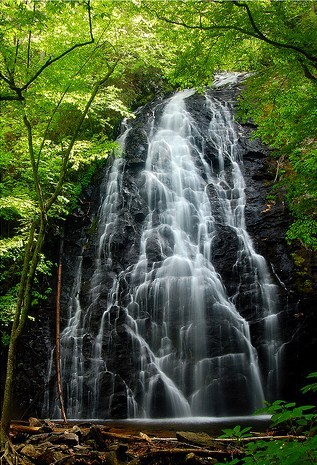
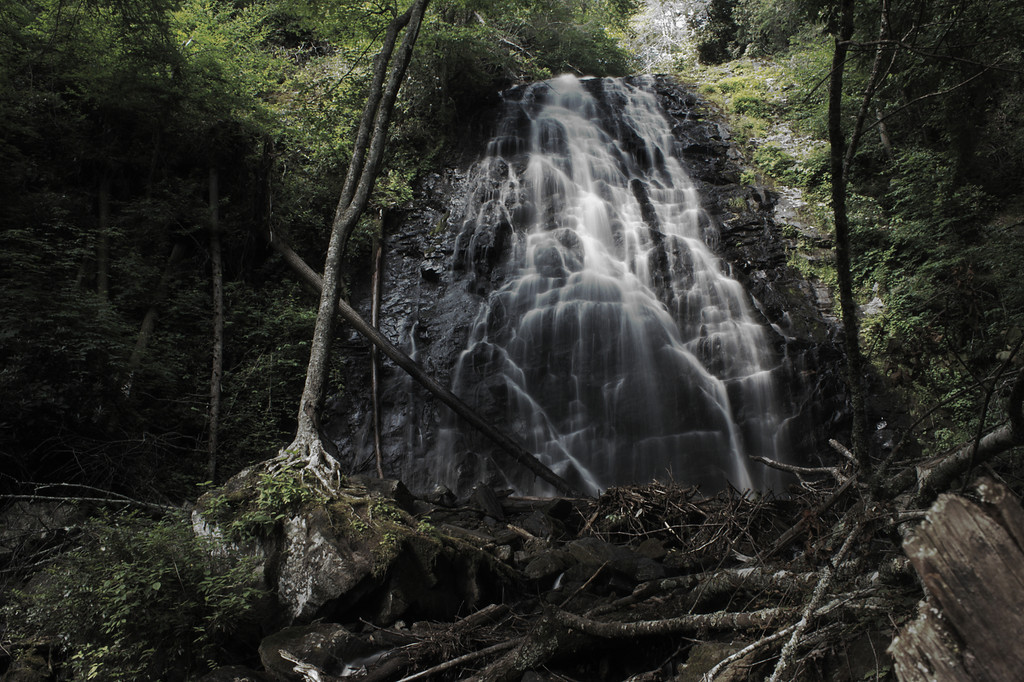
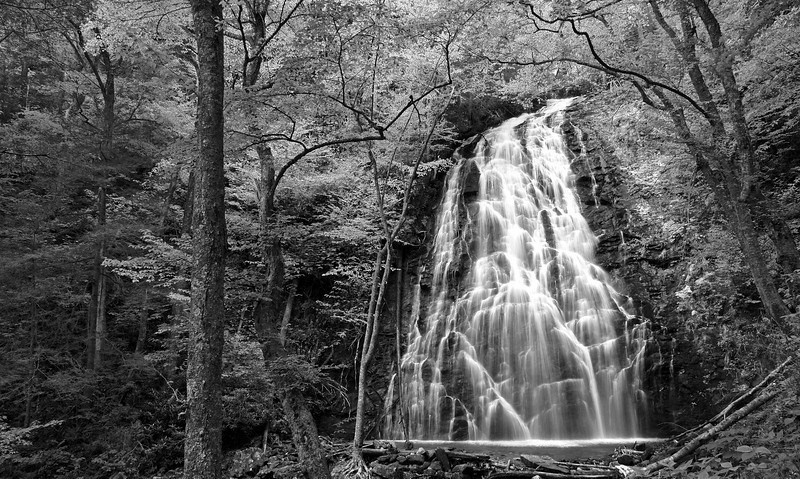
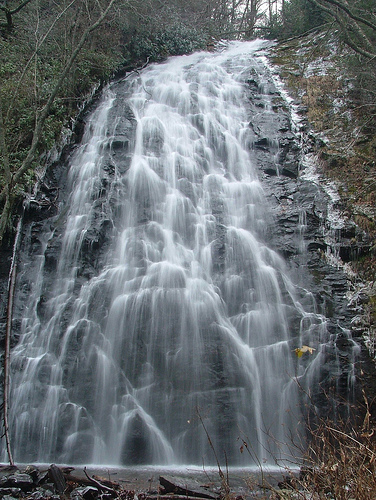
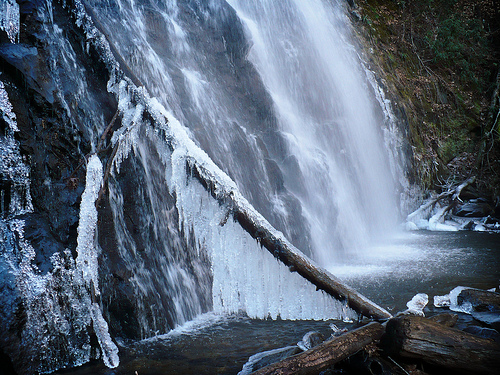
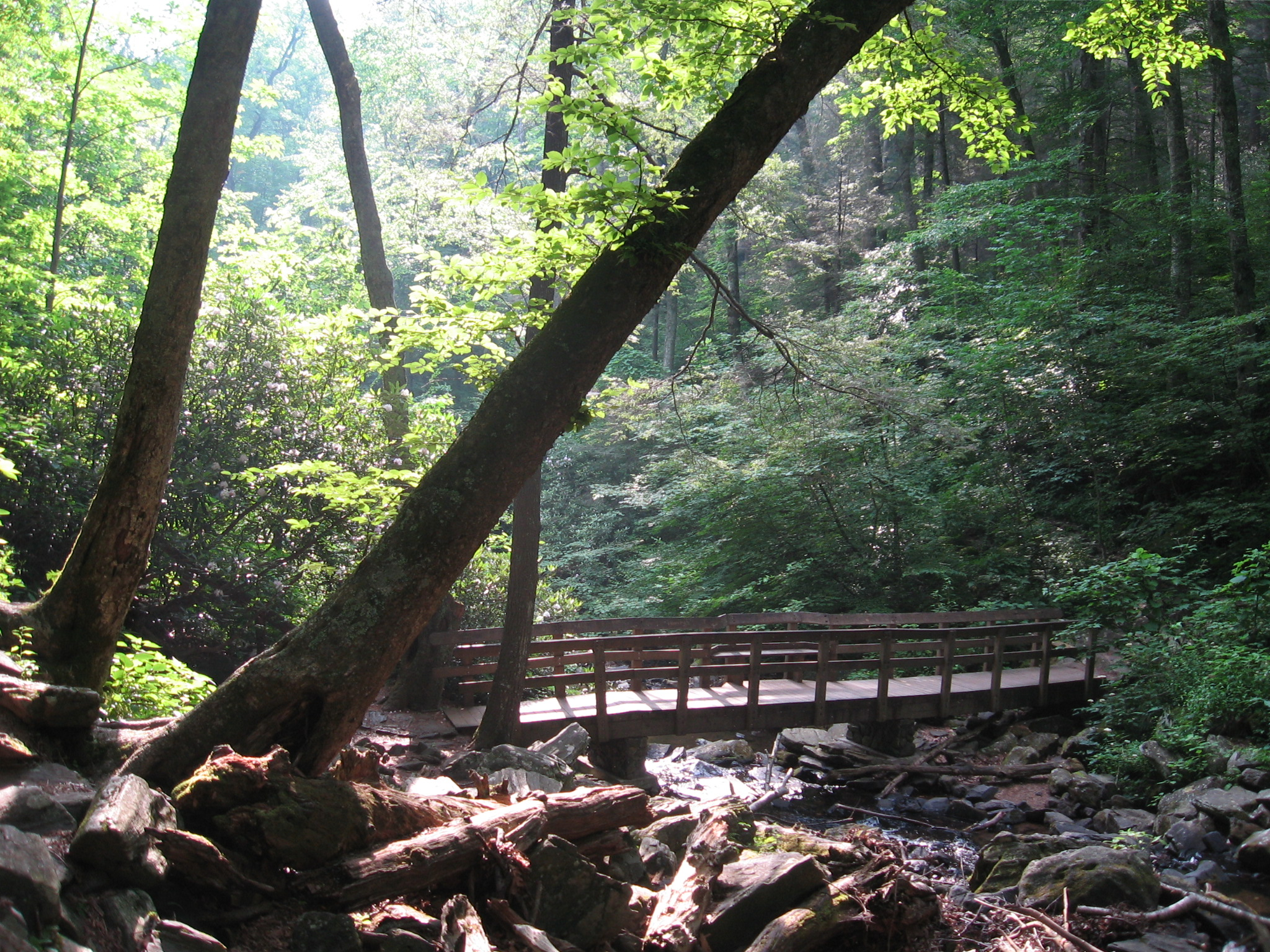
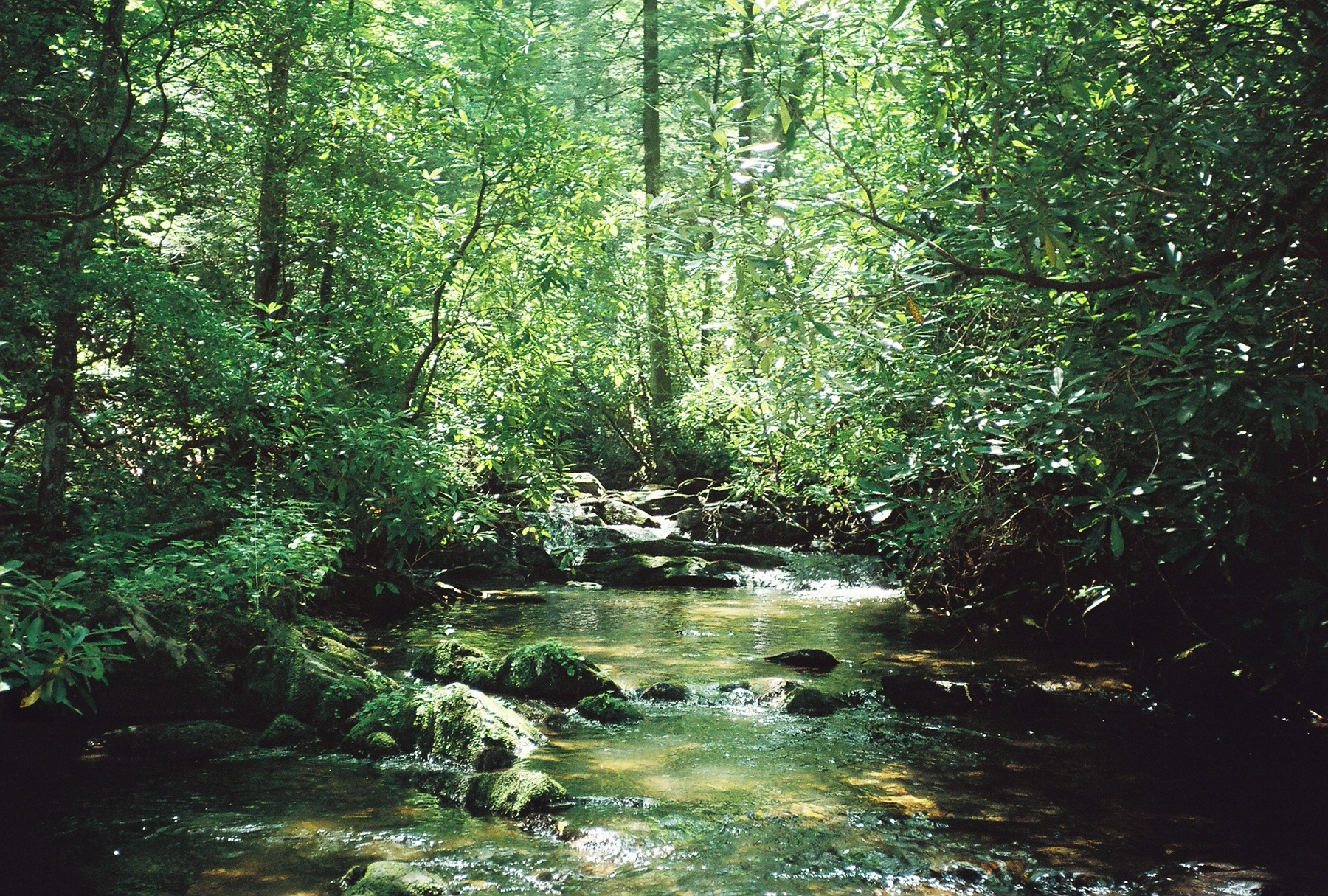